# Neoburlesco

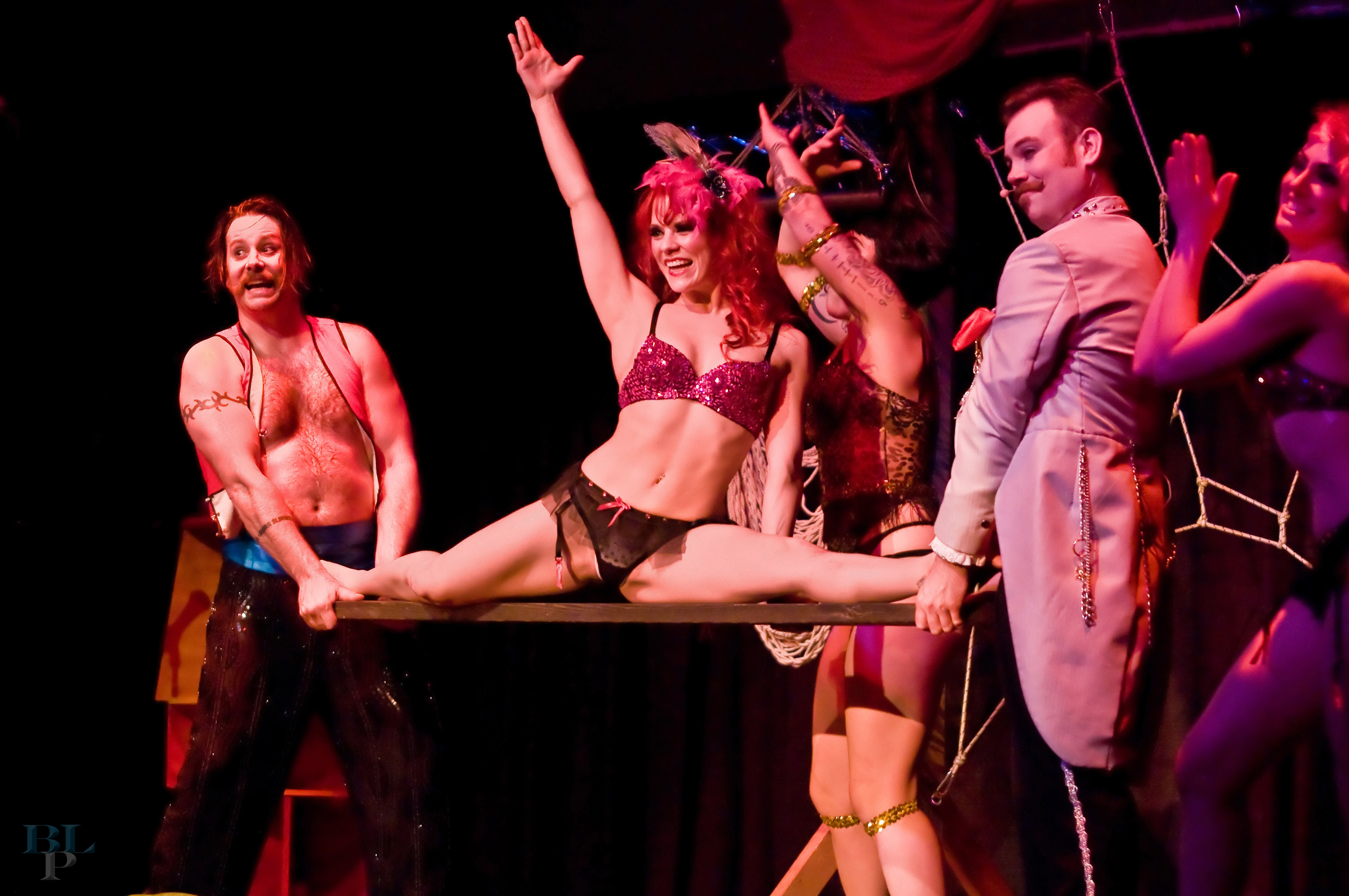
Apresentação no Festival Internacional de Vancouver, em 2011

Neoburlesco é um gênero de espetáculo teatral caracterizado por uma mistura do antigo teatro burlesco com o cabaré e o strip-tease.

## Histórico
O revival do burlesco data da década de 1990, em cidades como Londres, Nova Iorque, San Francisco, Chicago, Denver, Nova Orleans, Los Angeles, Seattle e Tóquio. Inicialmente as apresentações aconteciam numa cena underground, em pequenas produções, mais tarde ganhando espaço em casas de luxo. Madonna, na sua turnê Blond ambition, incorpora essa influência em shows com um forte apelo teatral.
Dançarinas de sucesso como Dita Von Teese ajudaram a popularizar o gênero, retratado pelo cineasta francês Mathieu Amalric no filme Tournée, de 2010
No Brasil, o neoburlesco é introuzido pela apresentação da americana Michelle L'amour em São Paulo, em 2006. As brasileiras Fascinatrix e Sweetie Bird começaram a se apresentar em casas noturnas de São Paulo e do Rio de Janeiro. Em 2015, foi realizado no Rio o espetáculo Yes, Nós Temos Burlesco!, que se tornaria o primeiro festival do gênero no país. A primeira Semana Burlesca de Porto Alegre aconteceu em 2017.

## Características
Uma das diferenças entre o estilo burlesco tradicional e o neoburlesco está na expectativa do público e, em consequência, na duração das apresentações, que antes eram mais longas e lentas, e passaram a ser mais rápidas para oferecer um ápice em menos tempo. É também mais intelectualizado e político.